# 14 pieds International
Le 14 pieds International (14') est une classe de dériveurs à restriction apparue en Europe au début des années 1920. Depuis, cette classe a toujours été à la pointe de la technologie. Des architectes de génie comme Uffa Fox et Morgan Giles contribuèrent à son développement en prouvant notamment qu'un déplacement léger pouvait être rapide.

## Historique et description
Il s'agissait alors d'une révolution dans l'histoire de la voile ; il est d'ailleurs coutume aujourd'hui de dire que les 14 pieds furent les premiers bateaux à planer. La classe a également été la première à adopter le trapèze sur le fameux Thunder and lightning. En 1984, le double trapèze fut autorisé afin d'augmenter la capacité du bateau à porter de la toile et de faciliter le maniement de l'immense spi asymétrique. À l'origine, les spis étaient symétriques mais la longueur du tangon limitée. Pour porter plus de toile tout en restant dans la jauge, le point de fixation du tangon fut déplacé du mât à l'étrave et, presque naturellement, le spi devint asymétrique.
Les premières coques en carbone suivies des mâts carbone apparurent à la fin des années 1980. En 1996, la classe australienne des 14 foot skiffs qui avait une histoire de plus d'un siècle, et celle des International 14 furent unifiées et les règles de classe rationalisées. En 2000, l'invention par l'architecte américain Paul Bieker d'un safran ayant un foil à incidence réglable a encore permis aux bateaux de gagner en vitesse au près et en stabilité longitudinale au portant dans la brise. Un 14 pieds à foils a également été réalisé mais la classe a aussitôt interdit l'utilisation de plusieurs plans porteurs afin de limiter les coûts et de garder le bateau abordable techniquement.
De par son histoire et ses performances, le 14 pieds a inspiré, avec les 18 pieds, la plupart des dériveurs haute performance modernes. Les sensations qu'il procure au près comme au portant demeurent exceptionnelles du fait de sa raideur, de sa légèreté et de sa puissance. Caractérisé également par sa stabilité précaire, ce bateau s'adresse à des équipages ayant déjà une expérience en dériveur à spi asymétrique. Il exige des gabarits équivalant à ceux d'un 49er tout en restant nettement moins physique que ce dernier pour une vitesse assez similaire. La plus importante flotte de 14' se trouve en Angleterre avec plus d'une centaine de bateaux de nouvelle génération (designs post-1996). Des flottes actives existent en Allemagne, Pays-Bas, Suisse, Danemark et Italie pour ne citer que l'Europe. La flotte apparaît en France avec quatre bateaux, et un moule est disponible à Pornic.
En juin 2005 la Pornic 14 Cup a donné l'occasion de voir seize bateaux régater en France.